# تل حلاوة (إدلب)
تل حلاوة قرية سورية تتبع ناحية سنجار في منطقة معرة النعمان في محافظة إدلب. بلغ عدد سكانها 646 نسمة في عام 2004 حسب إحصاء المكتب المركزي للإحصاء.